# Estrímon (déu)
D'acord amb la mitologia grega, Estrímon (en grec antic Στρυμών, Strimon), va ser un déu fluvial, fill d'Oceà i de Tetis, i germà de les Oceànides.
Algunes llegendes li atribueixen la paternitat de diversos personatges de Tràcia, país per on passa, especialment de Resos, a qui hauria engendrat amb una musa, que tan aviat és Clio, com Terpsícore com Euterpe o fins i tot Cal·líope.
Una tradició explica que Estrímon va ser un rei de Tràcia, fill d'Ares. Quan el seu fill Resos va caure mort a Troia, Estrímon, desesperat, es llançà al riu que aleshores es deia Palestí, i per això va canviar de nom. Una altra llegenda parla de la lluita entre Hèracles i Estrímon. Quan l'heroi tornava de robar els bous de Gerió va arribar a les ribes del riu Estrímon, per un lloc o no hi havia cap gual. Hèracles va llençar unes pedres enormes al mig del riu per fer-se unes passeres i va deixar el riu intransitable per les naus.
Aquest personatge mitològic dona nom al riu Estrímon, en l'actualitat Struma.